# Augustine Henry
Pour les articles homonymes, voir Augustine et Henry.
Augustine Henry (1857–1930) est un sinologue irlandais, passionné d'horticulture. Il est surtout connu pour avoir envoyé plus de 15 000 spécimens biologiques secs et graines, 500 échantillons de plantes à Kew Gardens au Royaume-Uni. Dans les années 1930, c'est une autorité reconnue : il est membre de sociétés en Belgique, Tchécoslovaquie, Finlande, France et Pologne. En 1929, l'Institut botanique de Pékin lui dédicace le second volume de Icones plantarum Sinicarum, une collection de planches de plantes.
En 1935, J. W. Besant écrit : « Les beaux arbres et arbustes à fleurs de nos jardins des régions tempérées du globe doivent leur diversité au travail de pionnier du professeur Henry ».

## Jeunesse et éducation
Augustine Henry est né le 2 juillet 1857 à Dundee, en Écosse, de Bernard Henry (négociant en lin) et de  Mary (née McManee). La famille s'installe à Cookstown, comté de Tyrone, Irlande, peu de temps après.
Jusqu'à ses études de médecine en 1879, A. Henry est scolarisé à la Cookstown Academy et ensuite aux Queen's College de Galway (B.A.) et Queen's College de Belfast (M.A.)
Henry termine ses études de médecine à Édimbourg. Au cours d'un stage, il est encouragé par Robert Hart (en) à rejoindre l'Imperial Customs Service (en), en Chine.
C'est ainsi qu'il se trouve à Shanghai en 1881 comme Assistant Medical Officer et Customs Assistant. Il est envoyé au poste éloigné d'Yichang (Itchang) en 1882, dans la province d'Hubei, en Chine centrale, pour étudier des plantes utilisées par la médecine chinoise. Il est également envoyé dans les districts d'Hupeh, Szechuan, Simao (Yunnan), Mengsi et Formose (Taïwan). 
Plus tard, il fait des études de droit et devient membre de l'Empire du Milieu. Il a étudié le chinois avant de partir en Chine et acquiert sur place une grande aisance dans cette langue. Il atteint le rang de mandarin.

## Passionné de plantes
À Yichang et en d'autres régions de Chine, il collecte des plantes, des graines et des spécimens qu'on ne connaissait pas encore. En 1888, il publie une liste de plantes chinoises pour le Journal of the Royal Asiatic Society. À cette époque, la flore et la faune de la Chine ne sont pas bien connues. Vers 1896, 25 genres nouveaux et 500 nouvelles espèces ont été identifiées grâce à ses spécimens. Henry envoie 15 000 spécimens biologiques (plantes séchées et graines) et 500 échantillons de plantes. La plupart donneront des plantes bien connues dans les jardins aujourd'hui.
Son nom est donné à 19 d'entre elles et en particulier Aconitum hemsleyanum par William Botting Hemsley de Kew.
Henry donne ses instructions au collectionneur de plantes Ernest Wilson pour qu'il trouve Davidia involucrata, déjà découverte par le prêtre missionnaire français, le père Armand David.
À son retour en Europe, il passe ses instructions au jardin botanique de Kew.
En 1900, Henry vient en France pour étudier à l'école nationale des Eaux et Forêts de Nancy.
Il est co-auteur avec Henry John Elwes du volume 7 Trees of Great Britain and Ireland 1907–13.
Sa contribution fut ici particulière car il propose un système d'identification basé sur les feuilles et les brindilles, la position des bourgeons pour identifier, même en l'absence de fruits et de fleurs. 
Il s'implique dans la mise en service de la « Chair of Forestry » à Cambridge University en 1907, et s'y maintient jusqu'en 1913.  Il est responsable avec C. Forbes, le directeur du département des forêts pour le ministère de l'agriculture, des instructions techniques pour une parcelle forestière de 4 000 m2 à Avondale (en), comté de Wicklow.

## Renaissance celtique
Henry s'intéresse au mouvement Arts & Crafts et au renouveau celtique. Il connait le poète W.B. Yeats, George William Russell (Æ), Charlotte, épouse de George Bernard Shaw. Il est en relation avec les familles de Roger Casement et Erskine Childers.

## Royal College of Science, Dublin
Il est titulaire de la « Chair of Forestry » du « College of Science » (devenu plus tard University College Dublin), en 1913, et participe ensuite à la mise en place du Service National des Forêts (National Forestry Service).

## Travaux
- (en) The Trees of Great Britain and Ireland, 1907–13, co-auteur H. J. Elwes. Private (subscription only) publication. Edinburgh.
- (en) Notes on Economic Botanical of China, introduction par E. Charles Nelson, Boethus Press 1986  (ISBN 0-86314-097-1).
- (en)  Anthropological work on Lolos and non-Han Chinese of Western Yunnan.

## Plantes devant leur nom à Augustine Henry
Ces plantes lui doivent leur nom :
- Aconitum henryi (Sparks Variety Monkshood)
- Clematis henryi, Clématite de Henry.
- Emmenopterys henryi
- Lonicera henryi
- Pathenocissus henryana
- Rhododendron augustinii
- Saruma henryi
- Tilia henryana, tilleul de Henry.
- Viburnum henryi